# غودمان بيفر
غودمان بيفر هو شخصية الرسوم الهزلية التي أنشأتها رسام الكاريكاتير الأمريكي هارفي كورتزمان. كان غودمان مثل للسذاجة والتفاؤل، في رواية كانديد غافلين عن الفساد والانحطاط حوله. وكانت القصص تعكس محاكاة ساخرة لمشاعر السخرية الاجتماعية وثقافة البوب. باستثناء ظهور تلك الشخصية الأولى والتي فعلها كورتزمان وحده، تم كتابة القصص التي كتبها كورتزمان ورسمها ويل إلدر.
غودمان ظهر للمرة الأولى في القصة في كتاب الأدغال لهارفي كورتزمان كانت في عام 1959، ولكن القصاصات الخمس التي يتذكرها الجميع جيدا- هي القصص الخمس التي ينتجها فريق كورتزمان-إلدر في 1961-1962 للمجلة التي يحررها كورتزمان ! مساعدة وهي تميل إلى أن تكون في اسلوب دوري قد وضعها كورتزمان عندما كتب وحرر مجلة جنون في 1950، ولكن مع أكثر تحديدا، ولتوحهها للكبارفإن الأعمال الفنية تبدوا أكثر دقة وتفصيلا عن جزء إلدر، الفنى الممتلئ بعدد لا يحصى من الهفوات البصرية.
و العمل المعروف أفضل من قصص غودمان كان بيفر «غودمان يذهب بلاي بوي» (1962). تهكم على نمط حياة المتعة من هيو هيفنر باستخدام المحاكاة الساخرة من ارشي كوميكس ، وجه قصة حفيظة ناشر ارشي '، والذي هدد بدعوى قضائية.. تم تسوية القضية خارج المحكمة، وأقر بحق المؤلف لأرشي كوميكس.وكان هيفنر، الهدف الفعلي للقصاصات، ووجد أنها مسلية، الأمر الذي أدى إلى كورتزمان والمسنين لتطوير النسخة النسائية من غودمان بيفر بلاي بوي مجلة تسمى ليتل آني فاني (1962-1988).

## نظرة عامة
غودمان بيفر هو شخصية تمثل السذاجة والتفاؤل، غافلا عن انحطاط العالم حوله
 . وفقا لكورتزمان، فقد ألهمت الشخصية جزئيا فولتير كانديد وهارولد غراي قصاصات هزلية الطابع اليتيمة آني الصغيرة، التي، رسمها غودمان، تمثل بدوائر فارغة للعيون. الناقد الفني جريل ماركوس يقارن غودمان إلى غودمان براون الشاب في حكاية ناثانيال هوثورن وكلاهما من نفس الأحرف وتمثل أرواحا نقية على حد سواء الذين يصابون بخيبة أمل من قبل الفساد الذي يواجههم في العالم.
كتب كورتزمان خمس قصص غودمان بيفر إلى ويل إلدر المتعاون منذ وقت طويل. وكانت معظم القصص في أسلوب دوري قد وضعت كورتزمان بوصفه المبدع، ورئيس التحرير، والكاتب لمجلة جنون، ولكن التعامل مع قضايا أكثر أهمية تتعلق بالحداثة نشرت في ! مساعدة كورتزمان في تحرير في أوائل 1960, أنها وضعت في أسلوب إلدر «دهون الدجاج»، والذي حشر كل لوحة مع التفاصيل روح الدعابة وبخس الكمامات. وأشار شيخ الفلمنكية بيتر بروغل الأكبر والإسبانية دييغو فيلاسكيز والتأثيرات على هذا النمط.

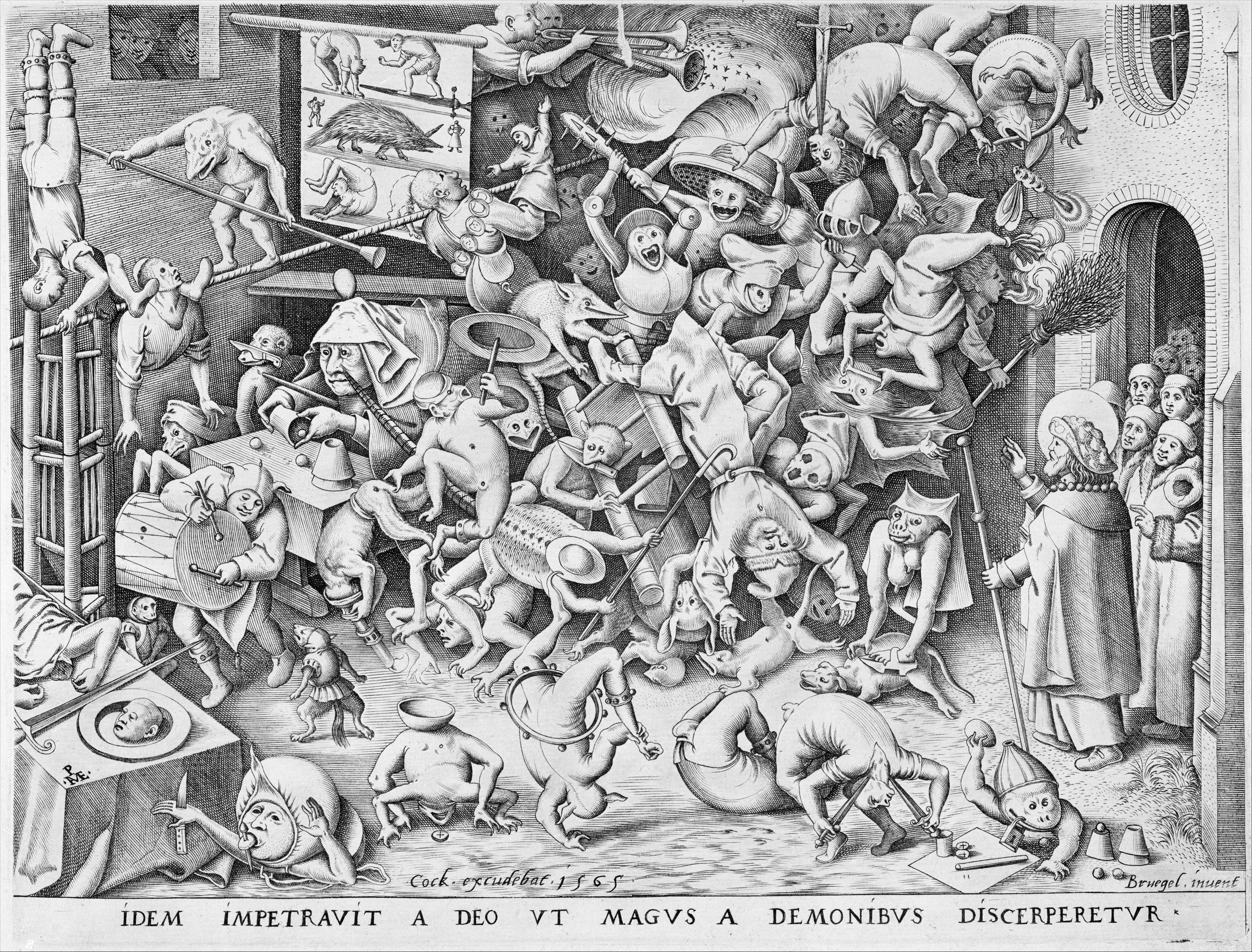
. الفنانين مثل بيتر بروغل الأكبر كان له تأثير على ويل إلدر الرسومات التفصيلية. («سقوط الساحر»، بيتر بروغل الأكبر و 1565)

## القصص

### «رجل المنظمة في الحلة الفلانيل الرمادية المميزة»
كمحرر تم إستئجاره بواسطة شركة المطبوعات Schlock غودمان يفقد مثالية الشباب عندما يفيض في بحر من الطمع والأنانية الذي واجهه في عالم النشر. في هذه القصة يستخدم كورتزمان تجاربه الشخصية ليواجه التأثير المفسد للرأسمالية والسلطة.  يجد غودمان نفسه يتلمس طريقه الأمناء، مثل المديرين التنفيذيين الساخرون الآخرون في Schlock القيام به، وينتهي بسرقة من الشركة.
كان غودمان شخصية شبه سيرة ذاتية، مما يعكس خبرات كورتزمان والخيبة في صناعة النشر. العمل الفني كورتزمان هو في أسلوب الرسوم المتحركة المبالغ فيها مع شخصيات ممدودة سائلة، ومستديرة  ترسم مع ضربات فرشاة فضفاضة، وسائلة، واضحة ورمادية مغسولة. الحوار هو في، مثل أسلوب الكتابة اليدوية التعبيرية. كورتزمان يمزج الجوانب اللفظية والبصرية من العمل، على سبيل المثال، عندما يواجه غودمان بيفر الغاضب رئيسه الضئيل السيد Schlock، يسود غودمان بيانيا بواسطة Schlock بالونات الحوار، والذي يدل على خنوع غودمان الذي لا حول له ولا قوة و Schlock يسيطر بهيمنة نفسية أكثر على موظفيه.

### «غودمان يلتقي T * RZ * ن»
«غودمان يلتقي T * RZ * ن» ظهرت للمرة الأولى في عدد سبتمبر عام 1961 مساعدة!، وكانت أول إسهامات إالدر على غودمان بيفر  على خلفية سقوط الاستعمار الأوروبي في مواجهة صعود القومية الأفريقية، كما هو الحال في انتفاضة الماو ماو الكينية، وانتشار تأثير المجال السوفيتي، القصة تلقي مغامرات 1960الحديثة التي تدور على مغامرة الغابة الرومانسية كما يتضح من حكايات طرزان  كورتزمان حتى يرسل T * RZ * موقف الرجال من التفوق، كما هو الحال عندما T * RZ * ن (طرزان) يواجه قبيلة أفريقية، أو عندما J * شمال شرق (جين) يعطي T * RZ * ن الدروس الأساسية الإنجليزية.
الجهود الأولى لإلدر كان يصور غودمان أكثر مثل قرد بخطوط سميكة والحاجبين أسودان، وفم كبير، والفك والذقن الصغيرة. كورتزمان وإلدر رغبا ان يكون غودمان أكثر كونه «محبوبا»، حتى أن إلدر إعاد صياغة مظهر غودمان في قصص في وقت لاحق، وإعادة رسم ملامح غودمان  لتتفق مع هذه النظرة الجديدة لإعادة طباعة «غودمان يلتقي T * RZ * ن» في وقت لاحق من القصة.

### قائمة الأعمال الأصلية
| القصة                                              | الطبعة                      | التاريخ     |
| -------------------------------------------------- | --------------------------- | ----------- |
| "رجل المنظمة في البدلة الفانيللا الرمادية المميزة" | كتاب الغابة لهارفي كورتزمان | 1959        |
| "غودمان يلتقي طرزان"                               | Help! #12                   | سبتمبر 1961 |
| "غودمان يذهب بلاي بوي"                             | Help! #13                   | فبراير 1962 |
| "غودمان، تحت الماء"                                | Help! #14                   | مايو 1962   |
| "غودمان يلتقي سبيرمان"                             | Help! #15                   | أغسطس 1962  |
| "غودمان يحصل على بندقية"                           | Help! #16                   | نوفمبر 1962 |

## الإستقبال والتراث
كورتزمان قد تجنب المضى في الإجراءات القانونية من التقاضي ضد دي سي كوميكس وإدغار رايس بوروز، وشركة عندما قلد ممتلكاتهم وأخل بحقوق الطبع والنشر، ولكن تصوير saturnalian من' الأحرف ارشي في «غودمان يذهب بلاي بوي» الإجراءات القانونية استفزاز من'ناشر ارشي جون إل. غولدووتر،  الذي كان قد لعب في وقت سابق دورا في تأسيس الرقابة الذاتية جسم صناعة الكوميديا، وكاريكاتير مجلة الرابطة الأمريكية.

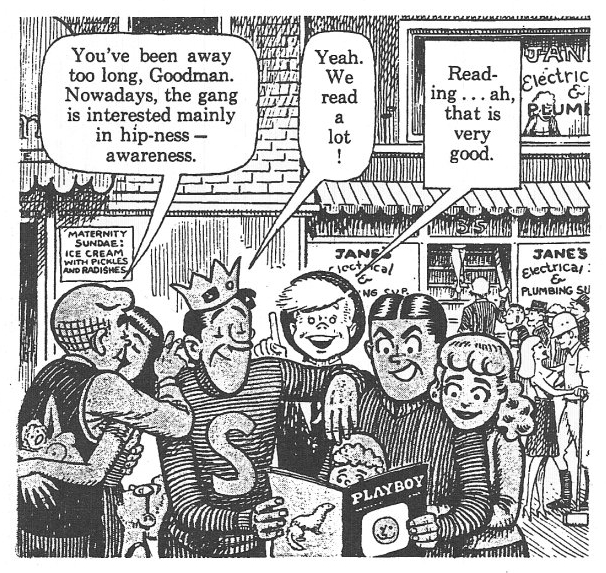
الشريط الهزلي لوحة تصور التقليد الساخر لشخصيات ارشي كوميكس يقرأون مجلة بلاي بوي دفعت تصويرا دوريا لشخصيات ارشي كوميكي في «غودمان يذهب بلاي بوي» إلى إقامة دعوى قضائية من ناشر الشخصية

ناشر مساعدة جيم وارين! تلقي رسالة ف 6 ديسمبر 1961 متهما المجلة بالتعدي على حق المؤلف وطالب فيها برفع قضية لسحب النسخة المخالفة من أكشاك الجرائد قالب:.sfn محامي وارن يعتقد أنها يمكن أن تنجح إذا أقاموا الدعوى، إلا أن التكاليف القانونية جعلته «نصر باهظ الثمن»، وبالتالي أوصت بتسوية خارج المحكمة. وارن لا يمكن أن يكون مجلة استدعاء السلع الاستهلاكية، لكنه وافق على دفع 1000 دولار إلى ارشي كوميكس قدم مذكرة اعتذار في العدد اللاحق ل المساعدة!—عدد أغسطس عام 1962، والتي ظهرت في تفليد ساخر لامتياز شخصية أخرى، هي «غودمان يلتقي S * بيرم * ن».عمل وارن اصاب كورتزمان بخيبة أمل الذين شعروا بأن الاستسلام لمثل هذه الرقابة تعد «سابقة رهيبة», وترقى إلى نوع من الدعارة.
عندما أعاد نشر القصة في مجموعة الكتبالكتاب الهزلي التنفيذي في عام 1962، قام إلدر بتعديل العمل الفني لإخفاء مظهرشخصية ارشي . آرشى كوميكس وجدت أن الشخصيات لا تزال قريبة جدا من ممتلكاتهم من حيث حقوق الطبع والنشر وهددوا يإقامة دعوى أخرى. كورتزمان وإلدر أرادوا تسوية خارج المحكمة بتسليم حقوق التأليف والنشر لهذه القصة. ارشي كاريكاتير تمسكت بحقوق التأليف والنشر، ورفضت السماح بنشر القصة. 
إن الهدف الفعلي من «غودمان يذهب بلاي بوي» كان هيفنر، الذي أحب ذلك. بدأ كورتزمان العمل في هيفنر مرة أخرى بعد ذلك بوقت قصير. القصاصات التي أنتجها كورتزمان، ليتل آني فاني ، غالبا ما أعتقد أنه باعتبارها وسطا يتميز ببراعة فائقة في الصور، ولكن تفتقر إلى المحتوى بالمقارنة مع قصص غودمان بيفر ر. فيوري وغيرها حيث أن المعلقين قد إعتبروها تمثل سخرية في ضوء الموضوع الفاوستي من «غودمان يذهب بلاي بوي».
في يونيو 1983 طلب دينيس كيتشين الحق في طبع القصة كجزء من مخطط مجموعة غودمان بيفر رئيس مؤسسة ارشي مايكل ج. سيلبركلايت قد أورد أن نشر هذه القصة التي تضمنت التشابهات من شخصيات ارشي سيكون «انتهاكا خطيرا لحقوق المؤلف وقانون العلامات التجارية». عندما علمت الشركة أن كيتشين يعتزم نشر القصة مع تصغير الصفحات في الحجم وطمس وجوه الشخصيات، هددت مؤسسة ارشي بإثارة دعوى أخرى، فاستبعد كيتشين القصة من المجموعة، والتي ظهرت في عام 1984. ذهب كيتشين محاولا أن يكون غلاف الكتاب في محاولة إعادة طباعته، كما كان قد خطط بإدراج لوحة «غودمان يذهب بلاي بوي» في الخلفية.

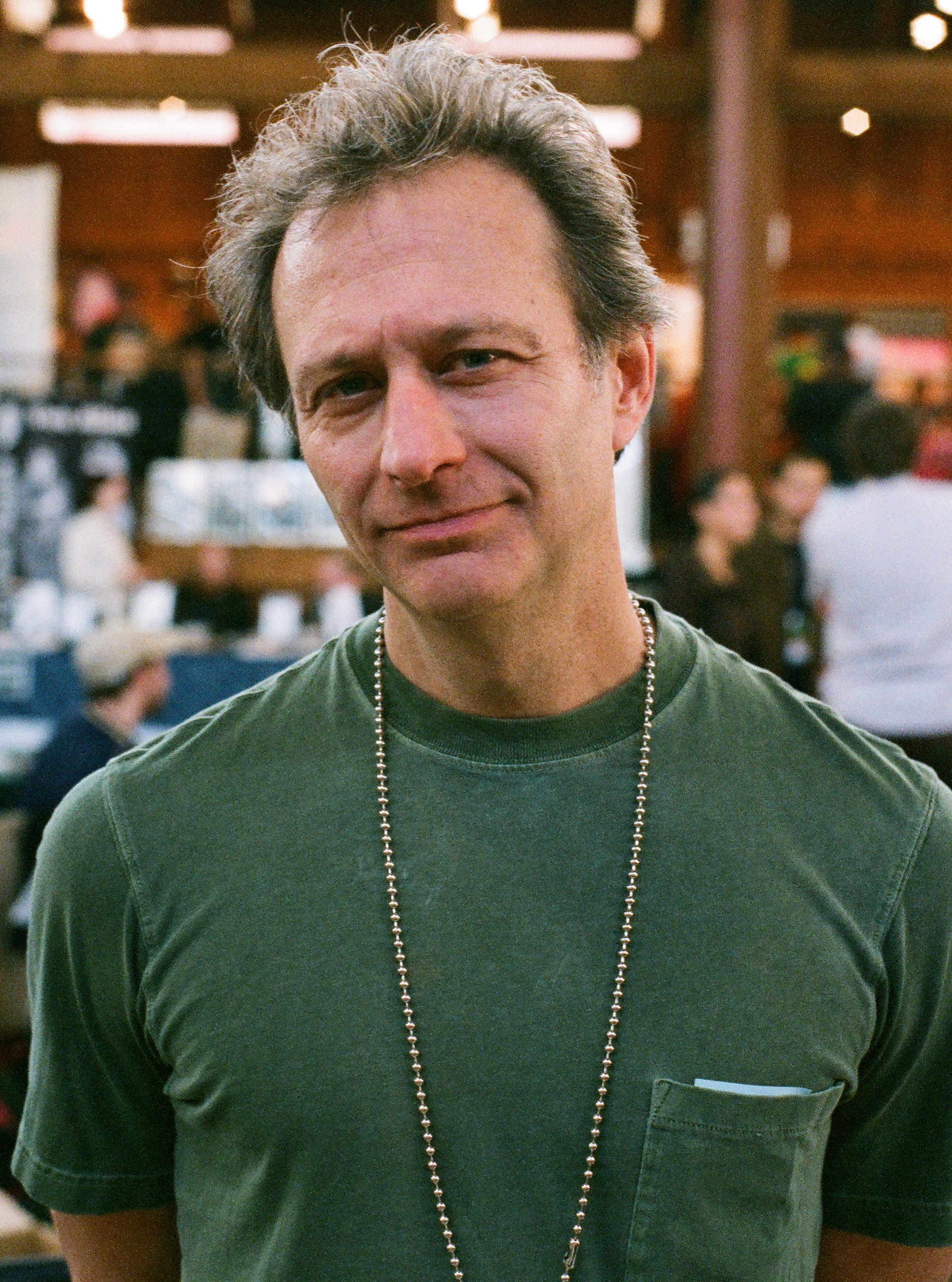
غاري غروث (صور) نشرت «غودمان يذهب بلاي بوي» عندما اكتشف أن ارشي كوميكس تركت حقوق التأليف والنشر لتنقضى

الناشر والناقد غاري غروث كتب أن العمل الفني الأكبر في قصص غودمان بيفر "انتزع سمعته باعتباره كرتون بروغل  [ك‍] مع لوحات معقدة من عالم يذهب بمرح إلى الجنون". إلدر اعتبر القصص ستكون أطرف عندما يتعاون مع كورتزمان، though قال إنه في نهاية المدى كان ثد تعب من العمل المضني على حد تعبيره في الرسومات. القصص وضعت في الترتيب الرابع والستين على مجلة كاريكاتير ' «لأفضل 100 كاريكاتير باللغة الإنجليزية من القرن» في عام 1999, جنبا إلى جنب مع أربعة أعمال أخرى التي تم مشاركة كورتزمان بها. 1990s في وقت متأخر من الحديث حول فيلم روائي طويل غودمان بيفر أو سلسلة تليفيزيونية تم بثها، ولكن كورتزمان كان مهتما.
بعد أن اكتشف المالك المشارك لمجلة الكوميكس غاري غروث أن ارشي كوميكس قد تركت حقوق المؤلف الخاصة ب«غودمان يذهب بلاي بوي» تنتهي، فإنه أعاد نشر القصة في مجلة الكوميكس رقم 262 (سبتمبر 2004). وقد جعلها أيضا متوفرة كملف نسق المستندات المنقولة على موقع المجلة. القصة لم تظهر في أي مجموعة تم طباعتها منذ انقضاء حق المؤلف.

### أعمال موثقة

#### كتب
- Benson، John (2006). "A Talk with Harvey Kurtzman". في Groth، Gary؛ Sadowski، Greg (المحررون). Harvey Kurtzman. The Comics Journal Library. Fantagraphics Books. ج. 7. ص. 21–37. مؤرشف من الأصل في 2016-06-17. {{استشهاد بكتاب}}: الوسيط |ref=harv غير صالح (مساعدة) والوسيط غير المعروف |الرقم المعياري= تم تجاهله يقترح استخدام |ردمك= (مساعدة)
- Buhle، Paul (2007). Jews and American Popular Culture: Music, theater, popular art, and literature. Praeger Publishers. مؤرشف من الأصل في 2014-07-04. {{استشهاد بكتاب}}: الوسيط |ref=harv غير صالح (مساعدة) والوسيط غير المعروف |الرقم المعياري= تم تجاهله يقترح استخدام |ردمك= (مساعدة)
- Cooke، Jon B.؛ Roach، David A. (2001). The Warren Companion. TwoMorrows Publishing. مؤرشف من الأصل في 2020-05-21. {{استشهاد بكتاب}}: الوسيط |ref=harv غير صالح (مساعدة) والوسيط غير المعروف |الرقم المعياري= تم تجاهله يقترح استخدام |ردمك= (مساعدة)
- Duncan، Randy؛ Smith، Matthew J. (2013). Icons of the American Comic Book: From Captain America to Wonder Woman. أي بي سي-كليو. مؤرشف من الأصل في 2013-11-27. {{استشهاد بكتاب}}: الوسيط |ref=harv غير صالح (مساعدة) والوسيط غير المعروف |الرقم المعياري= تم تجاهله يقترح استخدام |ردمك= (مساعدة)
- Edison، Mike (2011). Dirty! Dirty! Dirty!: Of Playboys, Pigs, and Penthouse Paupers-An American Tale of Sex and Wonder. Soft Skull Press. مؤرشف من الأصل في 2014-07-04. {{استشهاد بكتاب}}: الوسيط |ref=harv غير صالح (مساعدة) والوسيط غير المعروف |الرقم المعياري= تم تجاهله يقترح استخدام |ردمك= (مساعدة)
- Fiore، R. (2006). "Mistah Kurtz, He Dead". في Groth، Gary؛ Sadowski، Greg (المحررون). Harvey Kurtzman. The Comics Journal Library. Fantagraphics Books. ج. 7. ص. 150–155. مؤرشف من الأصل في 2016-06-17. {{استشهاد بكتاب}}: الوسيط |ref=harv غير صالح (مساعدة) والوسيط غير المعروف |الرقم المعياري= تم تجاهله يقترح استخدام |ردمك= (مساعدة)
- Groth، Gary (1988). The New Comics. Berkley. مؤرشف من الأصل في 2013-11-15. {{استشهاد بكتاب}}: الوسيط |ref=harv غير صالح (مساعدة) والوسيط غير المعروف |الرقم المعياري= تم تجاهله يقترح استخدام |ردمك= (مساعدة)
- Groth، Gary (2006). "Kurtzman at Creation". في Groth، Gary؛ Sadowski، Greg (المحررون). Harvey Kurtzman. The Comics Journal Library. Fantagraphics Books. ج. 7. ص. 126–129. مؤرشف من الأصل في 2016-06-17. {{استشهاد بكتاب}}: الوسيط |ref=harv غير صالح (مساعدة) والوسيط غير المعروف |الرقم المعياري= تم تجاهله يقترح استخدام |ردمك= (مساعدة)
- Groth، Gary؛ Sadowski، Greg، المحررون (2006). "Kurtzman at Creation". Harvey Kurtzman. The Comics Journal Library. Fantagraphics Books. ج. 7. مؤرشف من الأصل في 2016-06-17. {{استشهاد بكتاب}}: الوسيط |ref=harv غير صالح (مساعدة) والوسيط غير المعروف |الرقم المعياري= تم تجاهله يقترح استخدام |ردمك= (مساعدة)
- VandenBergh، Gary (2006). Groth، Gary؛ Greg، Sadowski (المحررون). Chicken Fat. Fantagraphics Books. مؤرشف من الأصل في 2014-06-28. {{استشهاد بكتاب}}: الوسيط |ref=harv غير صالح (مساعدة) والوسيط غير المعروف |الرقم المعياري= تم تجاهله يقترح استخدام |ردمك= (مساعدة)
- Harris-Fain، Darren (2012). "Harvey Kurtzman's Jungle Book: Or, Up from the Apes! (And Right Back Down Again)". في Beaty، Bart؛ Weiner، Stephen (المحررون). Critical Survey of Graphic Novels: Independents and Underground Classics (PDF). Salem Press. مؤرشف من الأصل (PDF) في 2016-04-03. {{استشهاد بكتاب}}: الوسيط |ref=harv غير صالح (مساعدة) والوسيط غير المعروف |الرقم المعياري= تم تجاهله يقترح استخدام |ردمك= (مساعدة)
- Kitchen، Denis؛ Buhle، Paul (2009). The Art of Harvey Kurtzman: The Mad Genius of Comics. Harry N. Abrams. مؤرشف من الأصل في 2017-02-20. {{استشهاد بكتاب}}: الوسيط |ref=harv غير صالح (مساعدة) والوسيط غير المعروف |الرقم المعياري= تم تجاهله يقترح استخدام |ردمك= (مساعدة)
- Kurtzman، Harvey؛ Elder، Will (1962). Executive's Comic Book. Macfadden Publications. مؤرشف من الأصل في 2014-07-04. {{استشهاد بكتاب}}: الوسيط |ref=harv غير صالح (مساعدة)
- Petersen، Robert (2010). Comics, Manga, and Graphic Novels: A History of Graphic Narratives. أي بي سي-كليو. مؤرشف من الأصل في 2017-02-20. {{استشهاد بكتاب}}: الوسيط |ref=harv غير صالح (مساعدة) والوسيط غير المعروف |الرقم المعياري= تم تجاهله يقترح استخدام |ردمك= (مساعدة)
- Schreiner، Dave (1988). "Outro". Harvey Kurtzman's Jungle Book. Kitchen Sink Press. ص. xi–xii. مؤرشف من الأصل في 2014-01-03. {{استشهاد بكتاب}}: الوسيط |ref=harv غير صالح (مساعدة) والوسيط غير المعروف |الرقم المعياري= تم تجاهله يقترح استخدام |ردمك= (مساعدة)
- Smith، Graham (2007). "From Mickey to Maus: Recalling the Genocide through Cartoon". في Witek، Joseph (المحرر). Art Spiegelman: Conversations. University Press of Mississippi. ص. 84–125. مؤرشف من الأصل في 2014-07-04. {{استشهاد بكتاب}}: الوسيط |ref=harv غير صالح (مساعدة) والوسيط غير المعروف |الرقم المعياري= تم تجاهله يقترح استخدام |ردمك= (مساعدة)
- Rothschild، D. Aviva (1995). Graphic Novels: A Bibliographic Guide to Book-length Comics. أي بي سي-كليو. {{استشهاد بكتاب}}: الوسيط |ref=harv غير صالح (مساعدة) والوسيط غير المعروف |الرقم المعياري= تم تجاهله يقترح استخدام |ردمك= (مساعدة)
- Schreiner، David (1984). "Introduction". في Kitchen، Denis (المحرر). Goodman Beaver. Kitchen Sink Press. ص. 6–13. مؤرشف من الأصل في 2014-07-04. {{استشهاد بكتاب}}: الوسيط |ref=harv غير صالح (مساعدة) والوسيط غير المعروف |الرقم المعياري= تم تجاهله يقترح استخدام |ردمك= (مساعدة)
- Spiegelman، Art (1988). "Intro". Harvey Kurtzman's Jungle Book. Kitchen Sink Press. ص. vii–ix. مؤرشف من الأصل في 2014-01-03. {{استشهاد بكتاب}}: الوسيط |ref=harv غير صالح (مساعدة) والوسيط غير المعروف |الرقم المعياري= تم تجاهله يقترح استخدام |ردمك= (مساعدة)

#### الصحف والمجلات
- Corliss، Richard (5 مايو 2004). "That Old Feeling: Hail, Harvey!". تايم (مجلة). مؤرشف من الأصل في 2013-08-17. اطلع عليه بتاريخ 2012-10-21.{{استشهاد بدورية محكمة}}:  صيانة الاستشهاد: ref duplicates default (link)
- Evry، Ron (فبراير 1999). Spurgeon، Tom (المحرر). "The Top 100 English-Language Comics of the Century, no. 64: Goodman Beaver, 1962, Harvey Kurtzman & Will Elder". The Comics Journal. Fantagraphics Books ع. 210: 54. ISSN:0194-7869. {{استشهاد بدورية محكمة}}: الوسيط |ref=harv غير صالح (مساعدة)
- Harvey، R. C. (28 يوليو 2011). Hodler، Timothy؛ Nadel، Dan (المحررون). "John Goldwater, the Comics Code Authority, and Archie". The Comics Journal. Fantagraphics Books. مؤرشف من الأصل في 2018-07-13. اطلع عليه بتاريخ 2012-11-08.{{استشهاد بدورية محكمة}}:  صيانة الاستشهاد: ref duplicates default (link)
- Luciano، Dale (سبتمبر 1987). Spurgeon، Tom (المحرر). "Time, Effort, and Expense: Dale Luciano on Kitchen Sink, Catalan, and more". The Comics Journal ع. 117: 49–66. ISSN:0194-7869. {{استشهاد بدورية محكمة}}: الوسيط |ref=harv غير صالح (مساعدة)
- Marcus، Greil (1 نوفمبر 2005). "Devil in the details: Greil Marcus on Harvey Kurtzman". Artforum. Artforum International Magazine. ج. 44 ع. 3: 51. مؤرشف من الأصل في 2016-03-04. اطلع عليه بتاريخ 2012-11-07.{{استشهاد بدورية محكمة}}:  صيانة الاستشهاد: ref duplicates default (link)
- Rogers، Sean (6 مارس 2009). "A Corrective to Watchmenmania". The Walrus. The Walrus Foundation. مؤرشف من الأصل في 2014-04-15. اطلع عليه بتاريخ 2012-11-07.{{استشهاد بدورية محكمة}}:  صيانة الاستشهاد: ref duplicates default (link)
- Spurgeon، Tom، المحرر (فبراير 1999). "The Top 100 English-Language Comics of the Century". The Comics Journal. Fantagraphics Books ع. 210: 34–108. ISSN:0194-7869. {{استشهاد بدورية محكمة}}: الوسيط |ref=harv غير صالح (مساعدة)

#### الوب
- Dooley، Michael (12 أغسطس 2008). "Elder Statesman of Comics". المعهد الأمريكي للفنون التخطيطية. مؤرشف من الأصل في 2018-11-18. اطلع عليه بتاريخ 2012-11-07.{{استشهاد ويب}}:  صيانة الاستشهاد: ref duplicates default (link)
- Frauenfelder، Mark (16 مايو 2008). "Will Eder and Harvey Kurtzman's 'Goodman Goes Playboy' comic". Boing Boing. مؤرشف من الأصل في 2017-08-08. اطلع عليه بتاريخ 2012-01-07.{{استشهاد ويب}}:  صيانة الاستشهاد: ref duplicates default (link)
- Groth، Gary (8 فبراير 2011). Hodler، Timothy؛ Nadel، Dan (المحررون). "TCJ Archive: The Will Elder Interview". The Comics Journal. Fantagraphics Books. مؤرشف من الأصل في 2020-05-05. {{استشهاد ويب}}: الوسيط |ref=harv غير صالح (مساعدة)
- Markstein، Don (2010). "Goodman Beaver". Toonopedia. مؤرشف من الأصل في 2020-05-21. اطلع عليه بتاريخ 2012-11-04. {{استشهاد ويب}}: الوسيط |ref=harv غير صالح (مساعدة)
- Mautner، Chris (28 مايو 2010). "Comics College | Harvey Kurtzman". Comic Book Resources. مؤرشف من الأصل في 2016-03-04. اطلع عليه بتاريخ 2012-01-07.{{استشهاد ويب}}:  صيانة الاستشهاد: ref duplicates default (link)